# Зоопарк Фрідріхсфельде
52°30′01″ пн. ш. 13°31′57″ сх. д. / 52.500278° пн. ш. 13.5325° сх. д.
Зоопарк Берлін-Фрідріхсфельде (нім. Tierpark Berlin-Friedrichsfelde дослівно: «Парк тварин Берлін-Фрідріхсфельде») — один з двох зоопарків Берліна (поряд з Берлінським зоопарком). Був заснований в 1954 році на території східноберлінського округу Ліхтенберг в зв'язку з тим, що старий берлінський зоопарк виявився в західній частині міста. Зоопарк Фрідріхсфельде, що отримав назву по однойменному району міста, займає площу 160 гектарів, що робить його найбільшим за площею зоопарком Європи , а майже 1,5 млн щорічних відвідувачів - одним з найбільш відвідуваних місць в місті. Популярний «Парк тварин» і в засобах масової інформації: тільки в 2017 році йому було присвячено майже 2,5 тисячі статей, теле- і радіопередач , як наприклад, телепередача «Панда, горила і компанія» (нім. Panda, Gorilla & Co.Panda, Gorilla & Co. ), яка знімається з 2006 року на території обох берлінських зоопарків. Передача розповідає про життя тварин і роботу співробітників берлінських зоопарків і транслюється на громадському каналі RBB .

## Історія
Оскільки при післявоєнному поділі міста берлінський зоопарк виявився в його західній частині, в 1953 році в столиці НДР виникли плани організації власного зоологічного парку, при призначенні директора якого вибір був зроблений на користь вже відомого за своєю попередньою роботою Генріха Дате, який був тоді заступником директора Лейпцизького зоопарку . Відповідне рішення берлінського магістрату від 27 серпня 1954 року вважається офіційним днем заснування нового зоопарку . 30 листопада того ж року відбулася символічна закладка першого каменю будівництва, в якому на безоплатній основі взяли участь тисячі берлінців  . Під зоопарк була виділена територія, що включала в себе палац і парк Фрідріхсфельде, яка відмінно вписувалася в концепцію Дате створити не традиційний - з ґратами і клітками, а ландшафтний зоопарк, де тварини могли б вільно переміщатися на обладнаних для них ділянках, природними межами яких стали не сітки, а заповнені водою канави . Зусилля директора і очолюваної ним команди архітекторів, ландшафтних дизайнерів і будівельників дозволили в короткі терміни завершити першу фазу будівництва, і вже 2 липня 1955 року при великому скупченні публіки східноберлінскій зоопарк був відкритий президентом НДР Вільгельмом Піком  .
Зоопарк Фрідріхсфельде, спочатку мав площу 60 гектарів , постійно розширювався новими спорудами: скелястим ведмежатником і галявиною для верблюдів, зміїною фермою і басейном для білих ведмедів в 3000 м², найбільшим в той час в світі павільйоном для тварин, названим на честь Альфреда Брема, слонівником і багатьма іншими . Все це безпосередньо відбивалося і на популярності зоопарку: якщо в перший рік його існування число відвідувачів обмежувалося 600 тисячами , то у 1989 році воно досягло 3,2 мільйона . Коли при об'єднанні Німеччини постало питання про доцільність збереження в Берліні двох зоопарків, позиція директора Дате і виступи простих берлінців дозволили запобігти закриттю більш молодого і менш відомого зоологічного парку Фрідріхсфельде . Свою прихильність до «парку тварин» жителі східних районів міста зберегли і десятиліття потому, як і раніше складаючи більшість його відвідувачів, причому на одне відвідування, за статистикою, вони відводять в середньому 4 години .

## Тварини

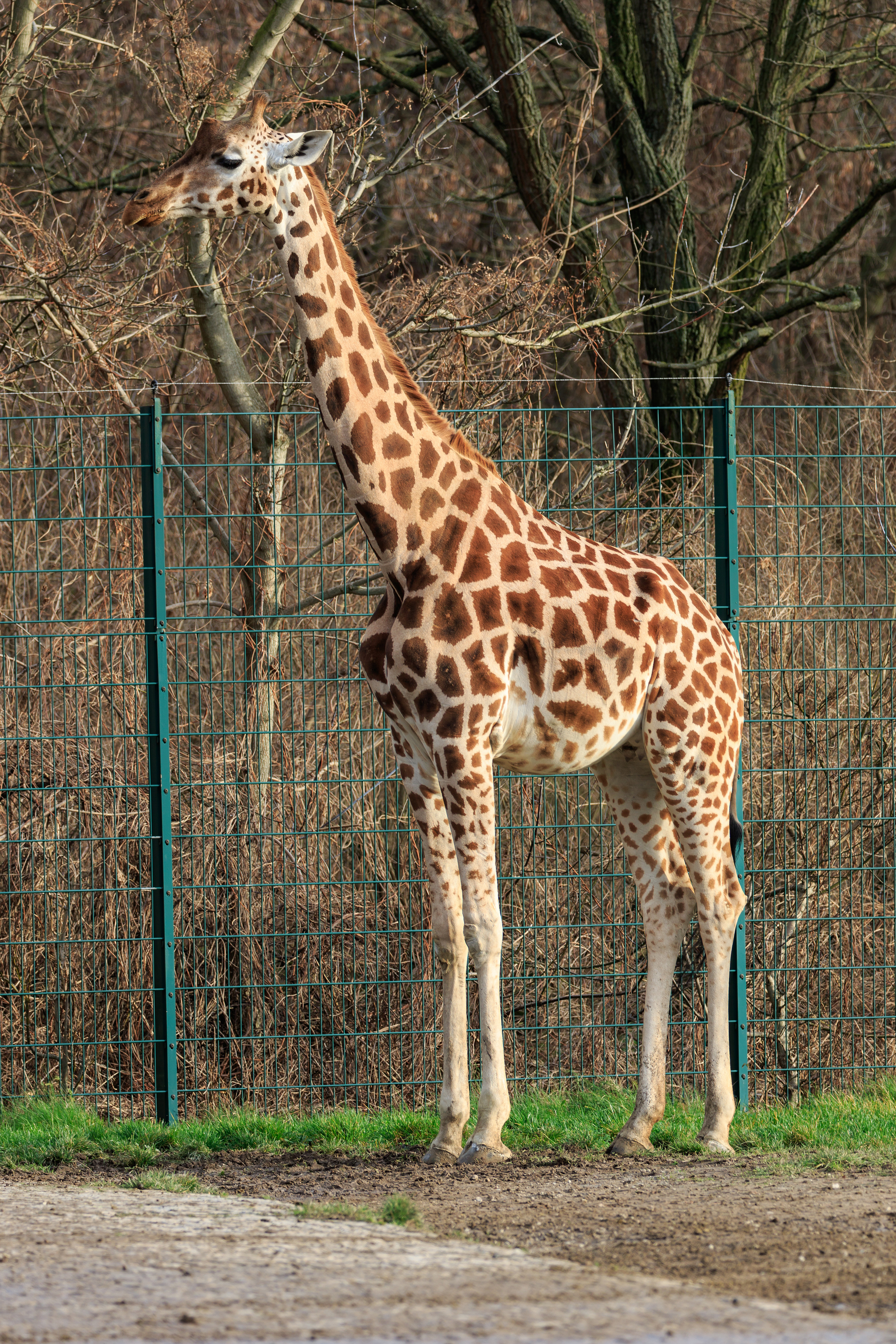
Жирафа Ротшильда

На момент відкриття новий зоопарк налічував всього 400 тварин 120 різних видів (при цьому багато хто з них були подаровані іншими зоопарками, але в рік возз'єднання Німеччини в ньому було вже 7600 тварин 900 видів .  Утримання стількох тварин вимагає відповідного за обсягом раціону, який, наприклад, у 2017 році складався з 635 тонн зеленого корму, 520 тонн сіна, 45 тисяч яєць, 45 тонн яловичини, 30 тонн риби, 60 тонн яблук, 236 тонн моркви і багато чого іншого . За цей же період майже 2,5 тисячі разів були проведені профілактика і лікування тварин, в тому числі 46 хірургічних операцій .
Інвентаризація, проведена в кінці 2017 року, дозволила визначити точну кількість тварин, що утримуються в зоопарку Фрідріхсфельде (в порівнянні з іншим берлінським зоопарком, чий видовий склад вважається найбільшим в світі)  :
| Клас        | кількість тварин (Зоопарк Фрідріхсфельде) | кількість тварин (Берлінський зоопарк) | кількість видів (Зоопарк Фрідріхсфельде) | кількість видів (Берлінський зоопарк) |
| ----------- | ----------------------------------------- | -------------------------------------- | ---------------------------------------- | ------------------------------------- |
| ссавці      | 1211                                      | 781                                    | 180                                      | 155                                   |
| птахи       | 1352                                      | 1626                                   | 270                                      | 304                                   |
| рептилії    | 360                                       | 240                                    | 82                                       | 63                                    |
| амфібії     | 89                                        | 643                                    | 5                                        | 42                                    |
| риби        | 5471                                      | 5279                                   | 80                                       | 476                                   |
| безхребетні | 377                                       | 11659                                  | 96                                       | 331                                   |
| Всього      | 8859                                      | 20219                                  | 713                                      | 1373                                  |

Серед окремих видів можна відзначити амурських тигрів, снігових леопардів, білих ведмедів, азійських і африканських слонів, індійських носорогів, жирафів Ротшильда і сотні інших  .
Зоопарк Фрідріхсфельде бере участь в програмах по веденню численних племінних книг по лінії європейської та міжнародної асоціацій зоопарків і акваріумів , а також по реінтродукції багатьох вимираючих видів тварин, як наприклад, кінь Пржевальського , мармуровий чирок  або ягнятник .

## Експозиції і споруди

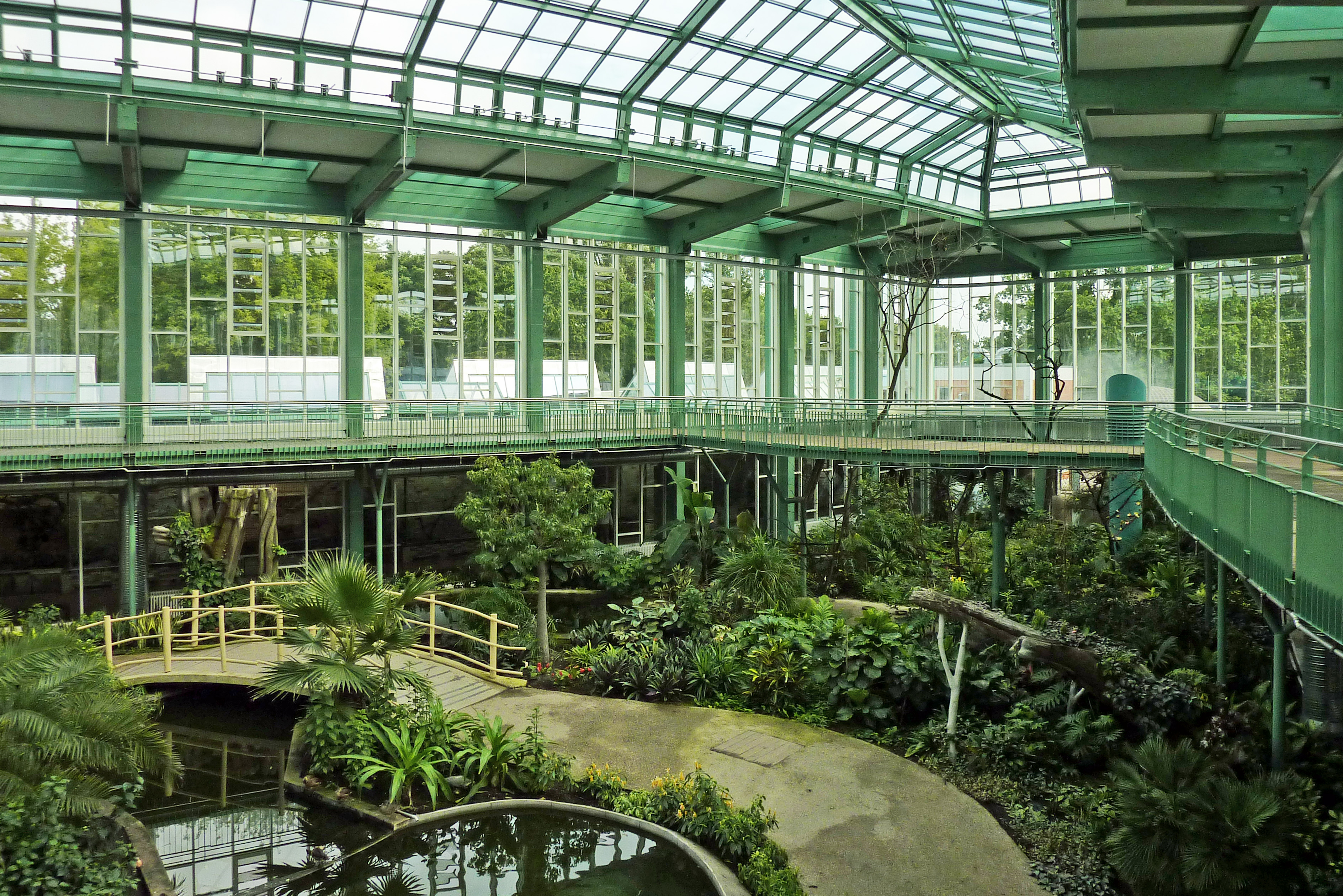
Будинок імені Альфреда Брема

До числа найбільш помітних споруд на території зоопарку Фрідріхсфельде відносяться:
- «Будинок Альфреда Брема» площею 5300 м² для утримання великих кішок, в якому також розмістився тропічний зал (площа - 1100 м², висота - 16 метрів)
- «Будинок товстошкірих» (для слонів і носорогів)
- «Будинок жирафів»
- «Будинок крокодилів» (для крокодилів, черепах і ігуан )
- «Будинок мавп».

На території зоопарку знаходяться більше ста різних скульптур, мозаїк та інших творів мистецтва, що зображують тварин (в тому числі дві групи левів знищеного пам'ятника кайзеру Вільгельму II), які вдало вписалися в концепцію його засновника Дате, який хотів бачити своє дітище місцем не тільки відпочинку, але і освіти і культури . У північно-західній частині зоопарку розташований відкритий для доступу палац Фрідріхсфельде, що веде свою історію з кінця XVII століття . Зоопарк в Ліхтенберзі відомий також своїми зеленими насадженнями: одних тільки дерев тут налічується близько 13 тисяч .
На території «парку тварин» курсує електропоїзд, який доставляє відвідувачів до різних частин парку і приблизно за 20 хвилин проїздить маршрут в 4 км , працюють кафе і ресторан, обладнані майданчик і контактний зоопарк для дітей  .
У 2014 році був розроблений і вже почав здійснюватися план з модернізації зоопарку Фрідріхсфельде, що передбачає до 2030 року його повне перепланування,  для представлення флори і фауни всіх континентів планети . На ці цілі лише в 2018-2020 роках заплановано виділення 30 млн євро . Необхідно відзначити, що зоопарк в Ліхтенберзі лише трохи більше половини своїх доходів отримує від продажу квитків і поки залишається дотаційним: за чотири роки, починаючи з 2018, він отримає з бюджету Берліна та інших джерел в цілому більше 60 млн євро, які вирішено направити, зокрема, на будівництво нової споруди для утримання левів, реконструкцію «будинку товстошкірих», ремонт техніки в будинку Альфреда Брема і інші заходи . При цьому неоціненну допомогу надають спонсорська підтримка окремих тварин і пожертвування, які щорічно складають близько 1 млн євро  .

## Організаційно-правові аспекти
За своєю організаційно-правовою формою зоопарк Фрідріхсфельде є товариством з обмеженою відповідальністю і 100-відсотковим дочірнім підприємством акціонерного товариства, керуючого «західним» берлінським зоопарком .
За роки його існування в зоопарку працювало всього три директора, причому, починаючи з 2007 року, вони одночасно очолюють обидва берлінських зоопарку :
- 1954-1990: Генріх Дате
- 1991-2014: Берхард Бласквіц
- з 2014: Андреас Кнірім  ( названий в 2017 році «берлінцем року» за версією газети Berliner Morgenpost) [27].

Всього ж у 2017 році в «парку тварин» були зайняті 235 співробітників, вік половини з яких перевищив 50 років, що робить особливо важливою здійснювану в зоопарку підготовку власних кадрів .

## Галерея

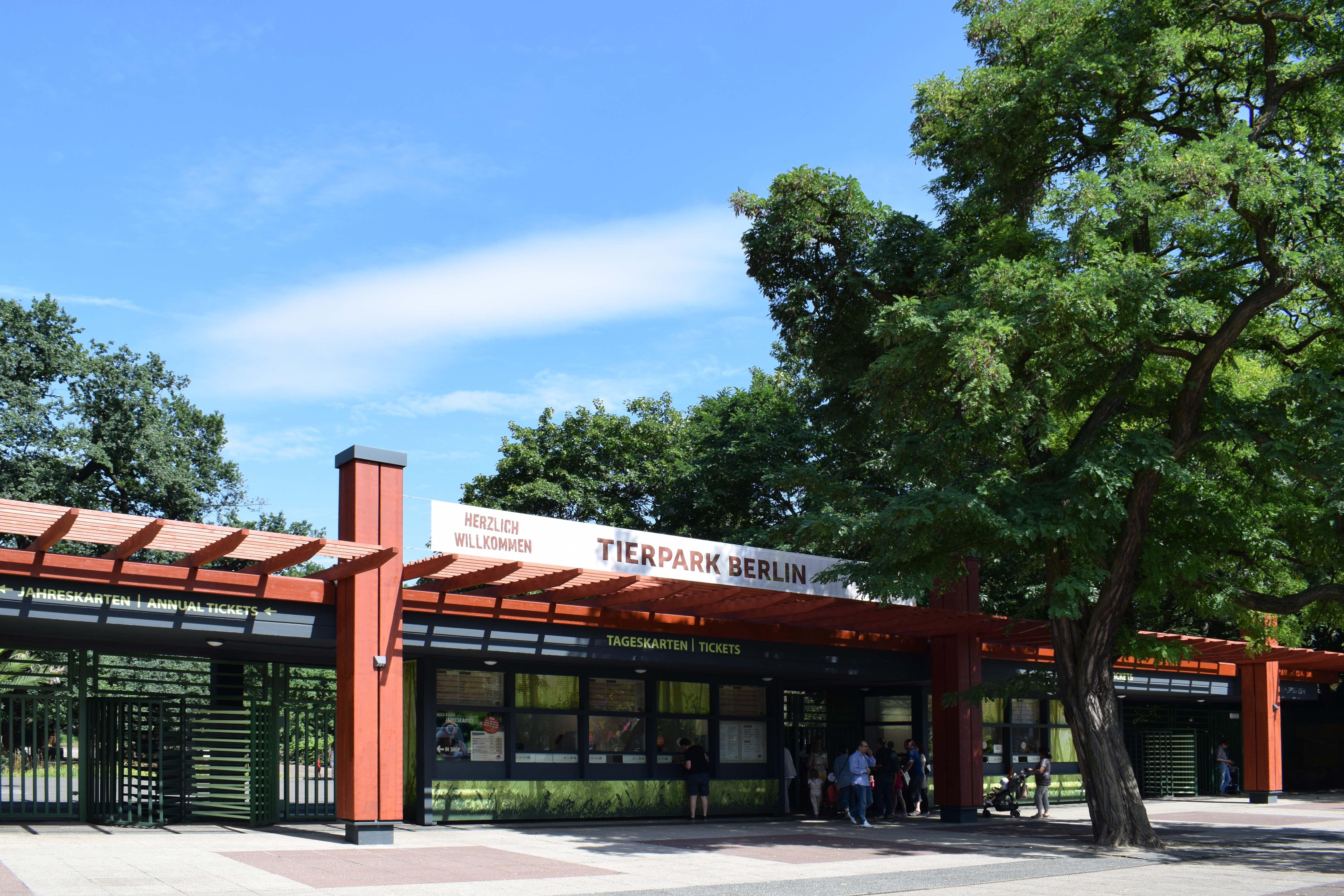
Південний вхід в зоопарк
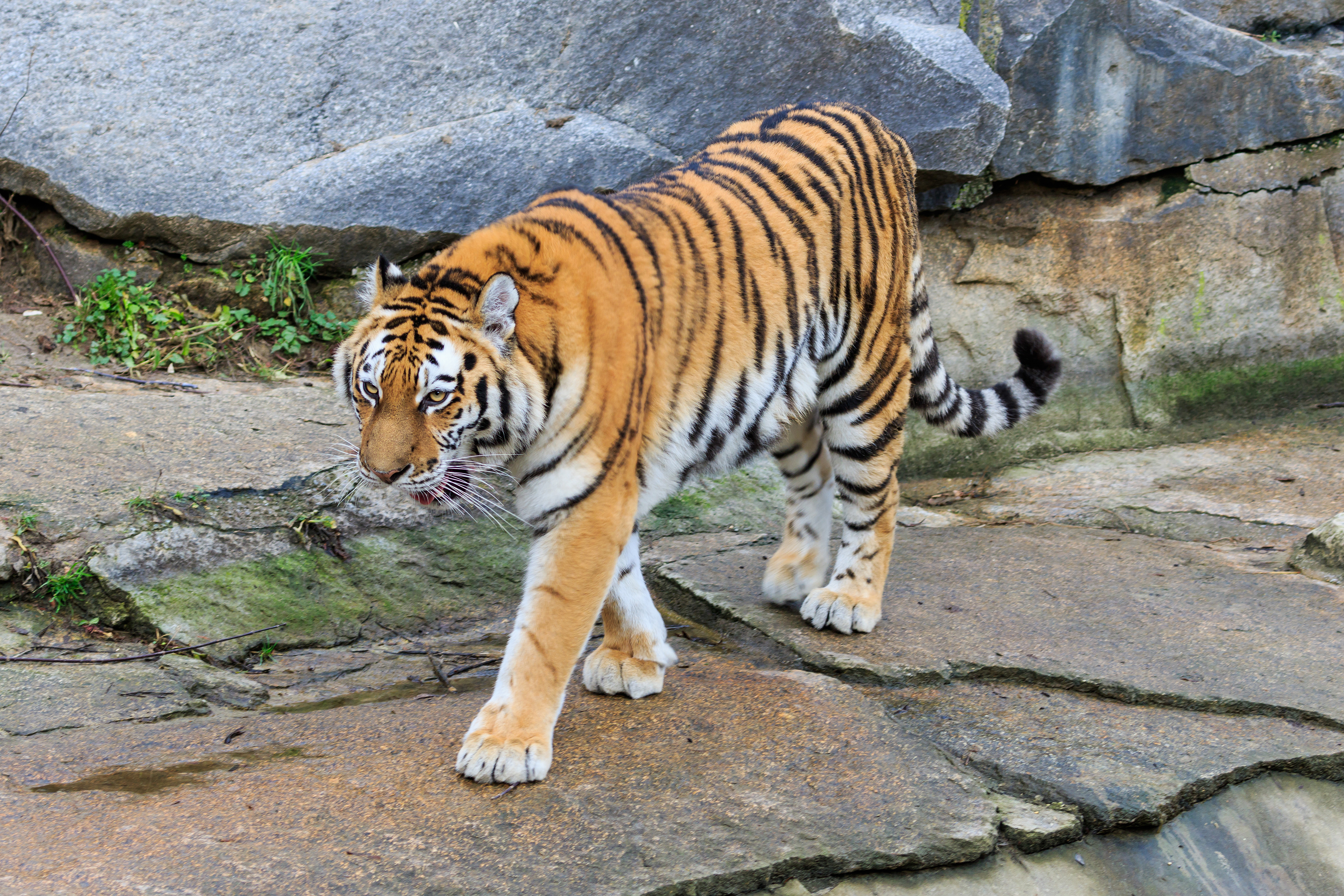
Амурський тигр
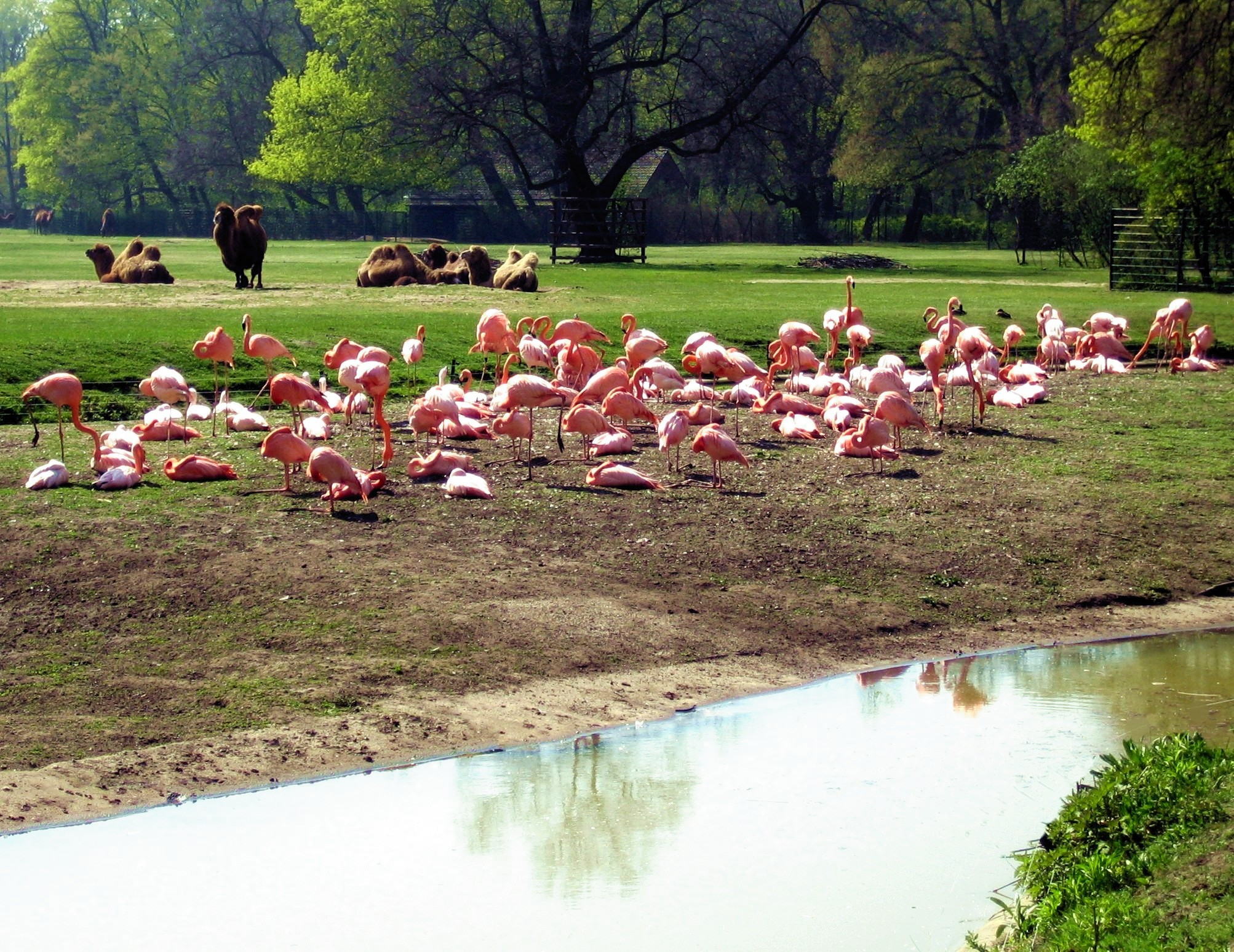
Фламінго
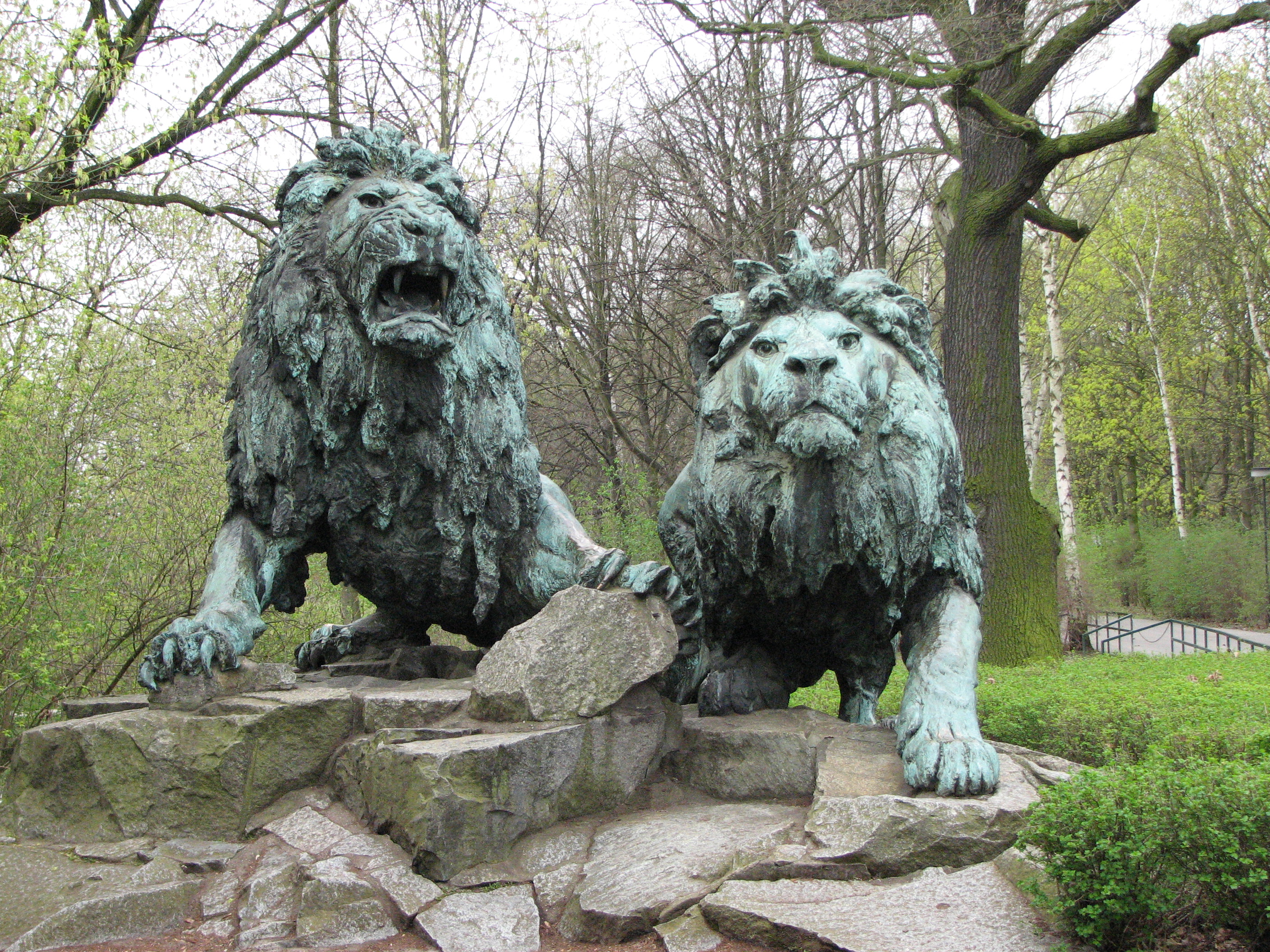
Група левів колишнього пам'ятника кайзеру Вільгельму
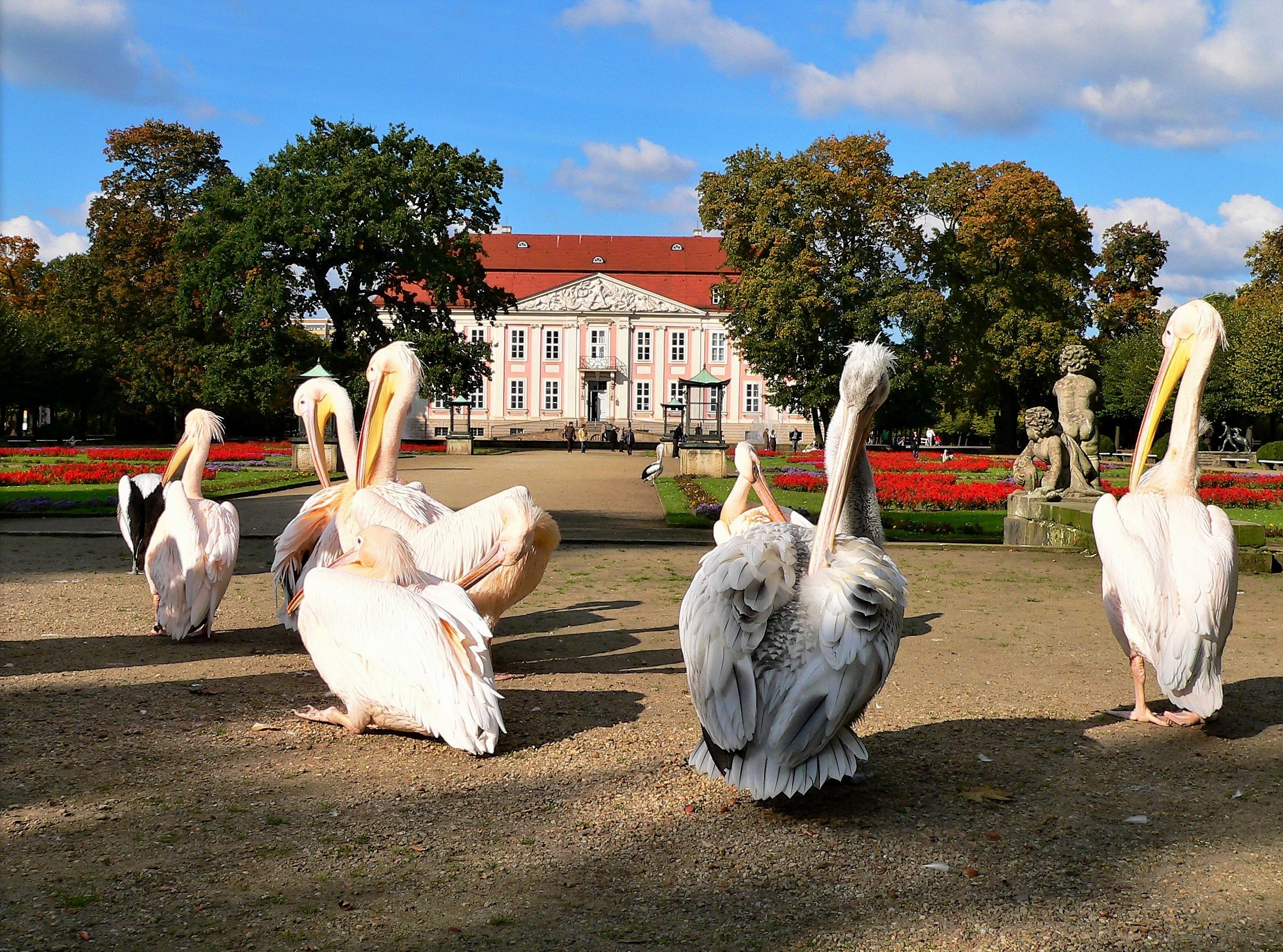
Пелікани перед палацом Фрідріхсфельде
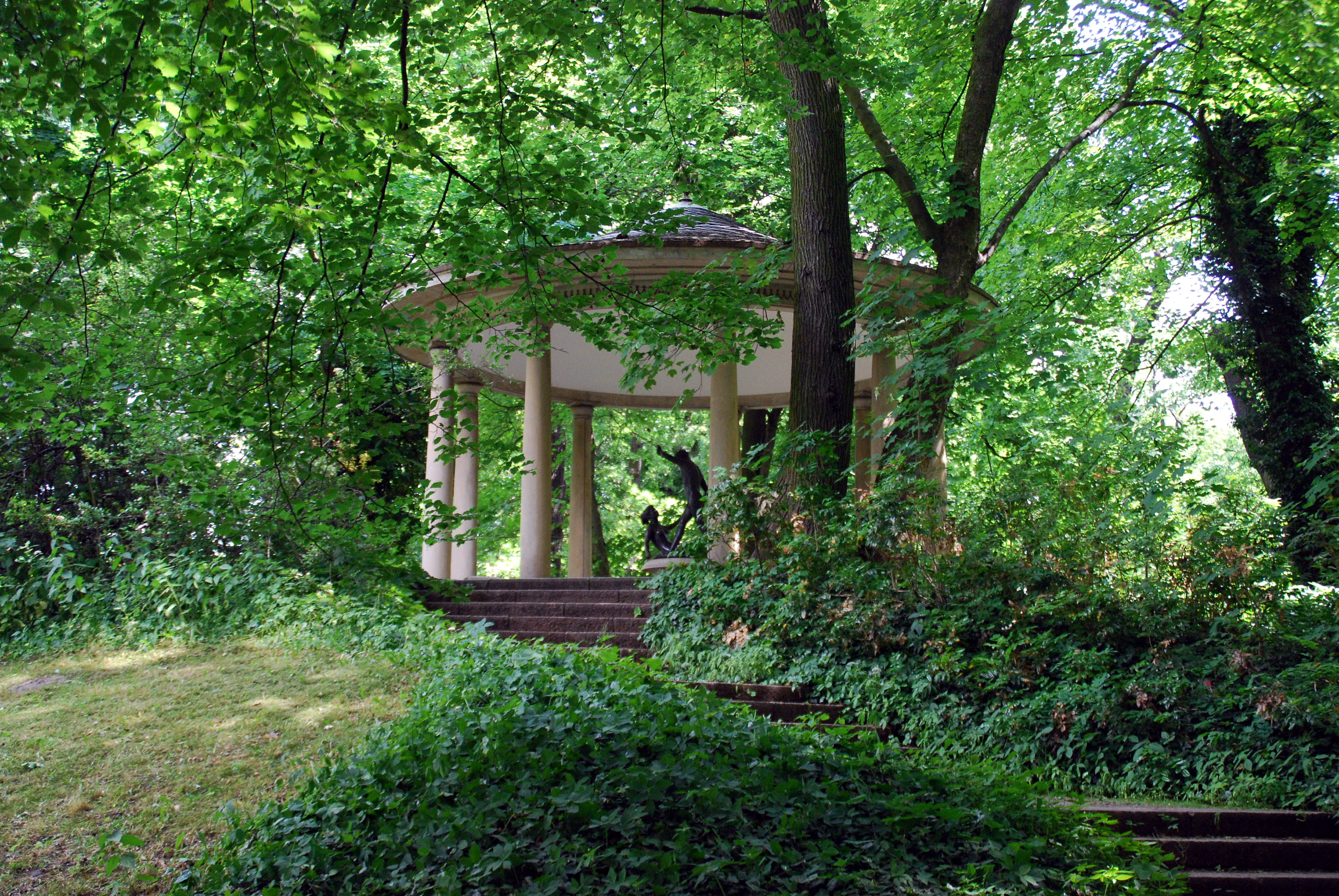
Один з куточків парку Фрідріхсфельде